# Bernd Hüppauf

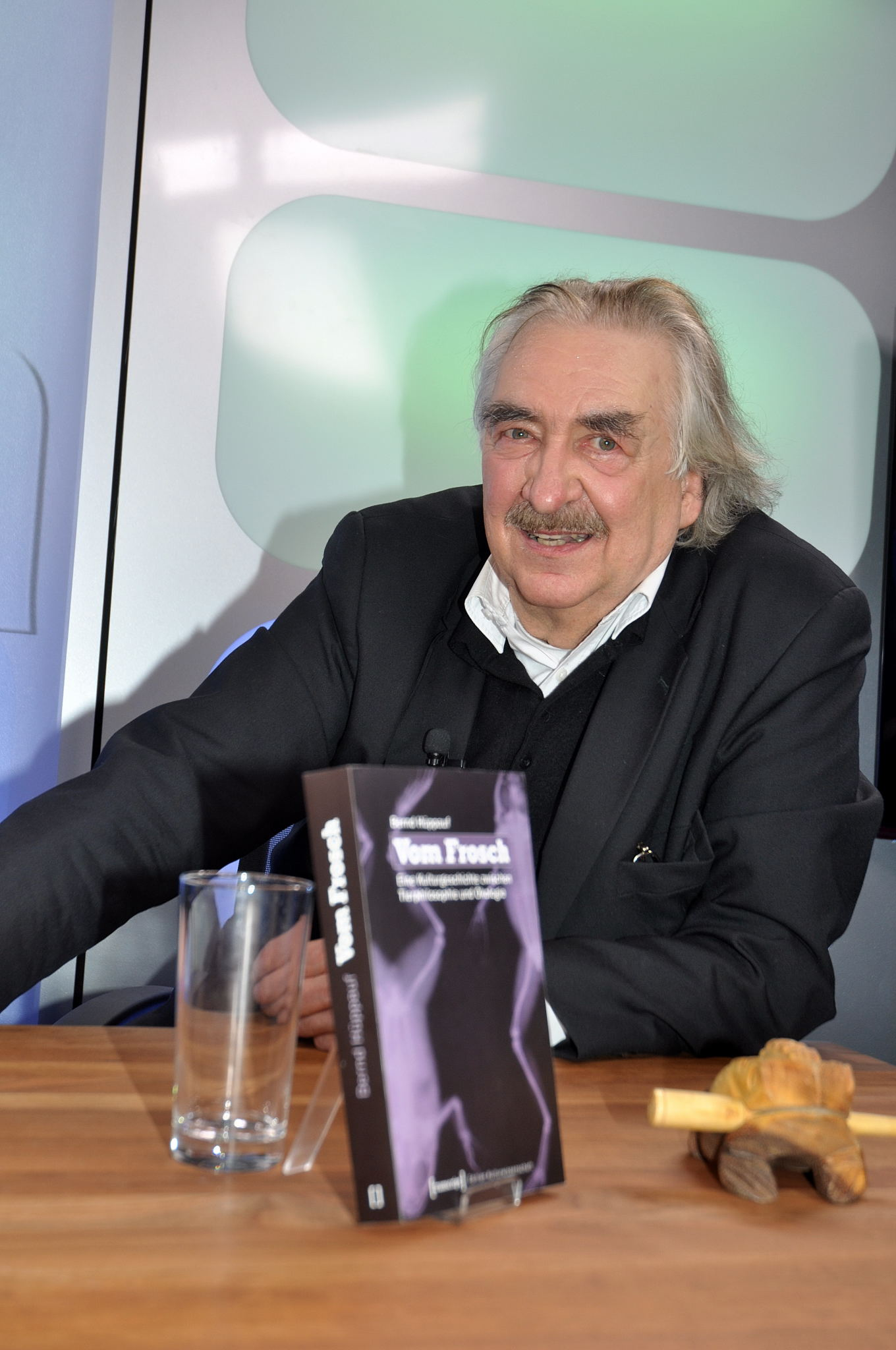
Bernd Hüppauf (2012)

Bernd Hüppauf (* 19. Oktober 1942) ist ein deutscher Kulturhistoriker.

## Leben
Hüppauf studierte Philosophie, Germanistik und Geschichte an den Universitäten Würzburg, Göttingen und Tübingen und begann seine Lehre und Forschung an den Universitäten in Tübingen und Regensburg. 1979 verließ er die deutsche Universität und verlegte Forschung und Lehre an die UNSW in Sydney, Australien, und seit 1993 an die New York University. Sein Interesse galt einer anthropologisch begründeten Literatur- und Kulturwissenschaft. Der Versuch, an der NYU ein Zentrum für anthropologische Literaturwissenschaft aufzubauen, blieb in Folge von institutionellen Problemen in den Anfängen stecken. Im Rückblick bezeichnete er die Kommerzialisierung der Universität als Ursache. Seit der Emeritierung 2007 lebt er vorwiegend in Berlin.
Den theoretischen Rahmen seiner Arbeit bildet eine Kombination von südwestdeutscher Hermeneutik, mit Einfluss Heideggers, und der Kulturtheorie der Kritischen Theorie. Zu seinen Lehrern zählen Walter Schulz, Ernst Bloch und Gerhard Storz. Seine Arbeits- und Publikationsschwerpunkte lassen sich in eine skeptische Reflexion der Möglichkeit von kritischer Theorie aus dem „Interesse an vernünftigen Zuständen“ der Gesellschaft (Max Horkheimer, Traditionelle und Kritische Theorie) einordnen. Der Stellung von Krieg in der Zivilisationsgeschichte kommt dabei eine besondere Bedeutung zu. Seine Arbeitsfelder schließen ein: Literatur und Kulturanthropologie mit besonderer Berücksichtigung der Ökologie, Text und Bild, insbesondere Fotografie, Ästhetik des Räumlichen, sowie Repräsentationen von Krieg und Gewalt in Text und Bild. Eine Serie von internationalen Konferenzen über kulturtheoretische Themen, die er in Sydney und New York organisierte, waren von diesem Ziel geleitet. In „Eros, Wahrheit und Macht“ setzt er sich mit der Krise der Geistes- und Sozialwissenschaften auseinander und analysiert eine Destruktion der Faktizität und die Relativierung des Wahrheitsbegriffes an den Universitäten als eine Ursache.

## Publikationen (Auswahl)
- Ansichten vom Krieg. Vergleichende Studien zum Ersten Weltkrieg in Literatur und Gesellschaft. (Herausgeber), Königstein/Ts. 1984.
- War, violence and the modern condition. (Herausgeber), Berlin 1997 (=European cultures 8).
- Skeptizismus und literarische Imagination. (Herausgeber, zusammen mit Klaus Vieweg), München (Fink) 2003.
- Signale aus der Bleecker Street, Neue Texte aus New York, Wallstein Verlag, Göttingen 2003, ISBN 978-3-89244-704-7.
- Vernacular modernism. heimat, globalization, and the built environment. (Herausgeber, zusammen mit Maiken Umbach), Stanford (Calif.) (Stanford Univ. Press) 2005.
- Dynamics and Performativity of Imagination. The Image between the Visible and the Invisible. (Herausgeber, zusammen mit Christoph Wulf), London, New York (Routledge) 2009.
- Frosch und Frankenstein. Bilder als Medium der Popularisierung von Wissenschaft. (Herausgeber, zusammen mit Peter Weingart), Bielefeld (transcript) 2009, ISBN 978-3-89942-892-6.
- Vom Frosch. Eine Kulturgeschichte zwischen Tierphilosophie und Ökologie. Bielefeld (transcript) 2011, ISBN 978-3-8376-1642-2.
- Was ist Krieg? Zur Grundlegung einer Kulturgeschichte des Kriegs. Bielefeld (transcript) 2013, ISBN 978-3-8376-2180-8.
- Fotografie im Krieg. Paderborn 2015, ISBN 978-3-7705-5828-5.
- Eros, Wahrheit und Macht. Anatomie eines #me-too-Falles in der Wissenschaft. Basel (Schwabe) 2019.